# Tequilacrisis
De tequilacrisis, ook wel bekend als de decembervergissing (Spaans: Error de diciembre), was een economische crisis die begon in Mexico in december 1994.
De Mexicaanse regering, onder de zojuist gekozen president Ernesto Zedillo, kon de koers van de Mexicaanse peso tegenover de Amerikaanse dollar niet meer handhaven en werd gedwongen deze los te laten. Dit leidde tot een algemene vertrouwenscrisis in de Mexicaanse economie. Hoewel deze crisis plaatsvond tijdens de regering van Zedillo legden velen de schuld bij zijn voorganger Carlos Salinas. Onder zijn regering maakte Mexico een economische opleving door, maar was de peso wel overgewaardeerd met zo'n 20%. Salinas wilde echter niet overgaan tot een devaluatie. Veel economen waren het er dan ook mee eens dat onder Zedillo een devaluatie noodzakelijk was maar menen wel dat de manier waarop Zedillo dit deed bepaald onverstandig was en dat de devaluatie veel te onverwacht kwam.
Binnen een week was de waarde van de peso gedaald van drie peso tegen een dollar tot tien peso tegen een dollar. Dit was een enorme klap voor de Mexicaanse economie, wat versterkt werd door het feit dat Mexicanen en Mexicaanse bedrijven hun inkomsten in peso's hebben maar hun schulden in dollars. Een klein aantal zakenlieden die al op de hoogte waren van de devaluatie hadden van tevoren al een groot deel van hun peso's om laten zetten in dollars.
Begin 1995 sloeg de crisis over naar Zuid-Amerika, wat het Tequila-effect genoemd werd, en ook Oost-Aziatische landen kregen te maken met de gevolgen van de crisis in Mexico. Nadat het Internationaal Monetair Fonds en de Amerikaanse en Canadese regeringen Mexico noodleningen toekenden begon de crisis af te nemen.